# SpaceX CRS-16
SpaceX CRS-16 (alternativně SpX-16, nebo jednoduše CRS-16) je šestnáctá a zároveň první z pěti misí, které byly objednány jako druhé prodloužení původního kontraktu Commercial Resupply Services uzavřeného mezi společností SpaceX a NASA na zásobovací mise kosmické lodi Dragon k Mezinárodní vesmírné stanici (ISS). Celkově šlo o osmnáctý let Dragonu do vesmíru (pokud počítáme i demo lety C1 a C2+). Bylo to popáté, kdy byla použita již jednou letěná kosmická loď Dragon, konkrétně byla pužita loď C112, která letěla už při misi CRS-10. Statický zážeh před startem proběhl 1. prosince 2018 v 04:20 SEČ.

## Náklad

### Náklad při startu
V nehermetizované části byl experiment RRM-3 (Robotic Refueling Mission 3), jehož měl za úkol vyzkoušet přečerpávání kapalného methanu. Získané informace bude možné v budoucnu využít pro přečerpávání různých kryogenních paliv v kosmickém prostředí. Druhou položkou byl přístroj GEDI, který byl umístěn na vnější platformu modulu Kibó, odkud má pomocí lidaru měřit výšku stromů v lesích. Díky tomu je možné zjistit, kolik je ve stromech uchováváno uhlíku.
| Celkový náklad                 | 2573 kg |
| ------------------------------ | ------- |
| Celkový hermetizovaný náklad   | 1598 kg |
| Vědecké experimenty            | 1037 kg |
| Zásoby pro posádku             | 304 kg  |
| Hardware pro stanici           | 191 kg  |
| Počítačové vybavení            | 40 kg   |
| Vybavení pro EVA               | 15 kg   |
| Ruský materiál                 | 11 kg   |
| Celkový nehermetizovaný náklad | 975 kg  |
| RRM-3                          |         |
| GEDI                           |         |

## Vývoj data startu
| Datum (SEČ)            | Poznámka                                         |
| ---------------------- | ------------------------------------------------ |
| červen až srpen 2018   |                                                  |
| 16. listopadu 2018     |                                                  |
| 18. listopadu 2018     |                                                  |
| 29. listopadu 2018     |                                                  |
| 27. listopadu 22:19    |                                                  |
| 4. prosince 2018 19:16 | Odloženo z důvodu kontaminovené potravy pro myši |
| 5. prosince 2018 19:16 | Úspěšný start                                    |